# Elliðavatn
Der Elliðavatn [ˈɛtlɪðaˌvahtn̥] ist ein See in Island. Er liegt im Vorortgebiet der Hauptstadt Reykjavík auf dem Gemeindegebiet von Reykjavíkurborg und Kópavogur. 

## Geografie
Die Fläche des Elliðavatn beträgt 1,8 km². In der Nähe befindet sich das Naherholungsgebiet Heiðmörk mit Wander- und Radwegen, Wäldern und Lavaformationen. 
Wenn man über die Hellisheiði auf die Hauptstadt zufährt, liegt der See linker Hand hinter den Rauðhólar, einer Reihe von Pseudokratern, die zu Straßenbauzwecken und Ähnlichem als Steinbruch dienten und daher nur teilweise erhalten sind.
Der See wird durch zwei kleine Flüsse aus den Bláfjöll gespeist: Bugðá und Suðurá. Der Fluss Elliðaár strömt aus dem See über fünf Kilometer zum Meer. Der Fluss bringt manchmal reichlich Schwefel mit aus den Bergen, die aktive Vulkane sind. Es handelt sich dabei aber auch um einen der zehn besten Lachsflüsse des Landes.

## Geschichte
Aus ihm wurde das erste Elektrizitätswerk in Reykjavík gespeist und der See wurde 1928 zum Zweck der Energiegewinnung zusätzlich aufgestaut. Ein kleines Kraftwerk gibt es dort immer noch und auch ein kleines Museum zu diesem Thema.

## Naherholung
Das Tal des Flusses mit kleinen Wasserfällen und Wäldchen bildet ein Naherholungsgebiet der Stadt Reykjavík und ist gut mit Wander-, Reit- und Radwegen erschlossen.